# Junction City (Arkansas)
Junction City – miasto w Stanach Zjednoczonych, w stanie Arkansas, w hrabstwie Union.